# گل سرخ گرانادا
گل سرخ گرانادا (انگلیسی: The Rose of Granada) فیلمی صامت به کارگردانی امیلیو گیونه است که در سال ۱۹۱۶ منتشر شد. از بازیگران آن می‌توان به ایدا کارلونی تالی، لینا کاوالیری، کالی سامبوچینی و دیومیرا یاکوبینی اشاره کرد.

## کتابشناسی
- Paul Fryer, Olga Usova. Lina Cavalieri: The Life of Opera's Greatest Beauty, 1874-1944. McFarland, 2003.